# 一志駅
一志駅（いちしえき）は、三重県津市一志町八太にある、東海旅客鉄道（JR東海）名松線の駅である。

## 歴史
- 1938年（昭和13年）1月20日：鉄道省名松線の伊勢田尻駅（いせたじりえき）として開設[1][2]。旅客営業のみ[2]。
  - 当初は、参宮線津駅 - 山田駅間及び名松線の各駅を発着する旅客のみ利用可能であった[2]。
- 1947年（昭和22年）10月1日：旅客発着制限撤廃、荷物扱い開始[4]。
- 1968年（昭和43年）10月1日：0.3 km松阪寄りへ移転し、一志駅（いちしえき）に改称[1][2]。同時に駅舎も新築。
- 1984年（昭和59年）2月1日：荷物扱い廃止[2]。
- 1986年（昭和61年）4月1日：簡易委託解除、終日無人駅化[3]。
- 1987年（昭和62年）4月1日：国鉄分割民営化に伴い、JR東海の駅となる[1][2]。

## 駅構造
線路北側に単式ホーム1面1線を有する地上駅。簡易駅舎を備える。
松阪駅管理の無人駅。国鉄分割民営化の頃までは業務委託駅であり、駅舎内で乗車券を発売していた。

約150 m北方（徒歩2分）にある近畿日本鉄道（近鉄）大阪線川合高岡駅と相互乗換が可能だが、案内は無く、連絡運輸も行われていない。

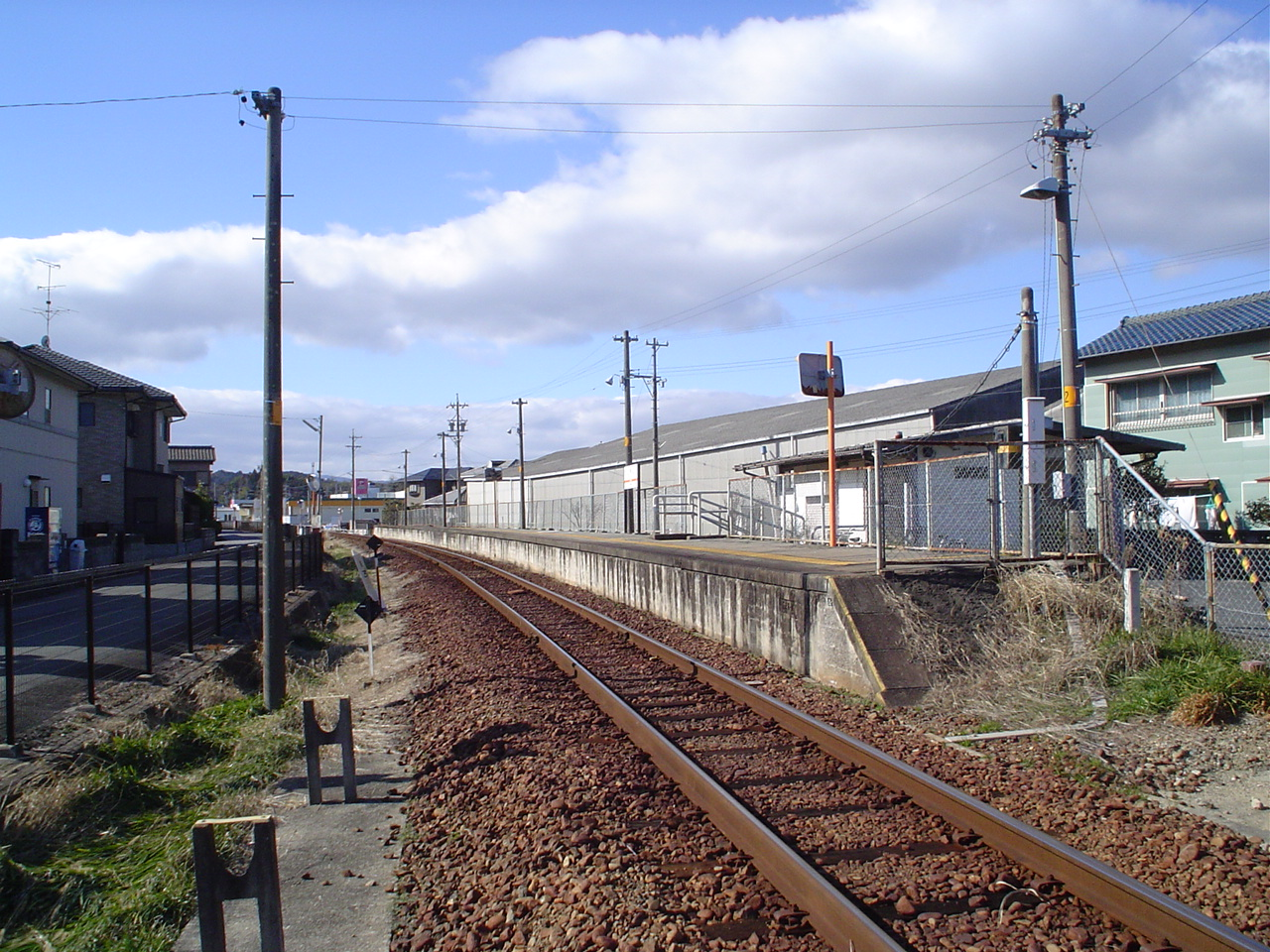
ホーム（2009年2月）

## 利用状況
「三重県統計書」によると、近年の1日平均乗車人員の推移は以下の通り。
| 年度   | 1日平均 乗車人員 |
| ------ | ---------------- |
| 1998年 | 98               |
| 1999年 | 94               |
| 2000年 | 101              |
| 2001年 | 117              |
| 2002年 | 117              |
| 2003年 | 108              |
| 2004年 | 114              |
| 2005年 | 108              |
| 2006年 | 97               |
| 2007年 | 93               |
| 2008年 | 90               |
| 2009年 | 81               |
| 2010年 | 69               |
| 2011年 | 56               |
| 2012年 | 64               |
| 2013年 | 77               |
| 2014年 | 70               |
| 2015年 | 77               |
| 2016年 | 86               |
| 2017年 | 91               |
| 2018年 | 97               |
| 2019年 | 109              |

## 駅周辺
- 近鉄大阪線 川合高岡駅
- 津市一志総合支所（名松線利用促進のためのパークアンドライド用の駐車場として開放されている）
- おやつカンパニー本社
- とことめの里一志
  - 津市一志図書館
  - 一志温泉 やすらぎの湯
- 津市立一志西小学校
- 津市立一志中学校
- マックスバリュ一志店

## バス路線
三重交通川合高岡バス停が付近にあり、以下の系統のバスが発着している。竹原方面は並行路線であり、乗換メリットは薄い。
- [11][12] 久居駅・[11] 三重中央医療センター行
  - ほぼ全便が久居駅停留所で三重会館方面津駅行と連絡
- [11] 室の口行
- [12] 竹原行

## 隣の駅
東海旅客鉄道（JR東海）
■名松線
伊勢八太駅 - 一志駅 - 井関駅